# Roberto Orsini
Roberto Orsini (Pacentro, ... – Montepulciano, 29 giugno 1479) è stato un nobile e condottiero italiano, conte di Albe, Nola e Tagliacozzo, barone di Corbara e Paterno, signore di Pacentro, San Gregorio da Sassola, San Polo dei Cavalieri e Sant'Angelo Romano, e gran connestabile del Regno di Napoli. Era noto per combattere in battaglia senza elmo al volto, atteggiamento che gli valse il soprannome di "cavaliere senza paura".

## Biografia
Nato nel castello di Pacentro, era il figlio di Carlo Orsini, conte di Tagliacozzo, e Paola Orsini.
Nel 1459 da papa Pio II fu mandato come comandante della cavalleria dello Stato Pontificio ad affiancare gli Aragonesi contro Giovanni d'Angiò-Valois. Combatté poi nella battaglia di Sarno del 7 luglio 1460, nella quale fu sconfitto il re del Regno di Napoli Ferrante d'Aragona, rimanendo ferito. Nella successiva battaglia di Troia del 1462, che decretò la vittoria degli Aragonesi, Roberto Orsini si distinse per il suo valore. Nel 1464 ottenne dal sovrano napoletano l'investitura di Albe e Tagliacozzo assieme al fratello Napoleone.
Nel 1467 andò in Toscana in aiuto di Piero il Gottoso, signore di Firenze, e fu contro Venezia nella battaglia della Riccardina nel bolognese, nella quale fu sconfitto il condottiero Bartolomeo Colleoni.
Morì di peste nei pressi di Montepulciano il 29 giugno 1479, nelle vicinanze di Siena, dove fu sepolto nella chiesa di Monte Oliveto.

## Discendenza
Roberto Orsini si sposò in prime nozze con Violante Sanseverino, da cui ebbe quattro figlie:
- Francesca, la quale sposò prima Francesco Antonio d'Aquino, marchese di Pescara, e poi Giovan Battista Carafa, conte di Airola[3];
- Costanza, andata in sposa a Pier Bernardino Gaetani, conte di Morcone[3];
- Orsina, che sposò in prime nozze Marcello Colonna, signore di Calabritto, Gallicano e Zagarolo, e in seconde nozze Alfonso d'Avalos, conte di Pomarico[3];
- Trifata, che sposò prima Fabrizio Spinelli, signore di Roccaguglielma, e poi il condottiero Virginio Orsini[3].

Si risposò in seconde nozze con Caterina Sanseverino, dalla quale ebbe una figlia:
- Alfonsina, che sposò Piero de' Medici, signore di Firenze[1].

Ebbe inoltre due figli illegittimi:
- Mario, il quale sposò Caterina Zurlo, dando origine al ramo degli Orsini di Oppido e Pacentro; oltre ad Oppido, dalla moglie ricevette in dote anche i feudi di Casalaspro e Pietragalla come parte di una contea, da lei ereditati dal padre Francesco Zurlo per investitura attuata dal re del Regno di Napoli Ferrante d'Aragona nel 1480[3];
- Girolama, che sposò Paolo Vitelli, mercenario e condottiero al servizio della Repubblica di Firenze, che lo giustiziò per tradimento nel 1499[3].